# العلاقات الإيطالية الكولومبية
العلاقات الإيطالية الكولومبية هي العلاقات الثنائية التي تجمع بين إيطاليا وكولومبيا.

## مقارنة بين البلدين
هذه مقارنة عامة ومرجعية للدولتين:
| وجه المقارنة                                              | إيطاليا                                                  | كولومبيا        |
| --------------------------------------------------------- | -------------------------------------------------------- | --------------- |
| المساحة (كم2)                                             | 301.34 ألف                                               | 1.14 مليون      |
| عدد السكان (نسمة)                                         | 60.60 مليون                                              | 49.07 مليون     |
| الكثافة السكانية (ن./كم²)                                 | 201.1                                                    | 43.04           |
| العاصمة                                                   | روما، فلورنسا، تورينو                                    | بوغوتا          |
| اللغة الرسمية                                             | اللغة الإيطالية                                          | اللغة الإسبانية |
| العملة                                                    | يورو، ليرة إيطالية                                       | بيزو كولومبي    |
| الناتج المحلي الإجمالي (بليون دولار)                      | 1.93 تريليون                                             | 309.19 مليار    |
| الناتج المحلي الإجمالي (تعادل القوة الشرائية) بليون دولار | 2.26 تريليون                                             | 724.96 مليار    |
| الناتج المحلي الإجمالي الاسمي للفرد دولار أمريكي          | 29.96 ألف                                                | 7.60 ألف        |
| الناتج المحلي الإجمالي للفرد دولار أمريكي                 | 35.46 ألف                                                | 13.36 ألف       |
| مؤشر التنمية البشرية                                      | 0.873                                                    | 0.720           |
| رمز المكالمات الدولي                                      | +39                                                      | +57             |
| رمز الإنترنت                                              | .it                                                      | .co             |
| المنطقة الزمنية                                           | توقيت وسط أوروبا، ت ع م+01:00، ت ع م+02:00، أوروبا/روما ‏ | 00              |

## مدن متوأمة
في ما يلي قائمة باتفاقيات التوأمة بين مدن إيطالية وكولومبية:
- ترتبط تورينو مع بوغوتا باتفاقية توأمة منذ 2012.[15][15][15]
- ترتبط ميلانو مع ميديلين باتفاقية توأمة منذ 21 أكتوبر 1969.
- ترتبط باليرمو مع Palermo, Huila [الإنجليزية]‏ باتفاقية توأمة منذ 2005.
- ترتبط فلورنسا مع كالي باتفاقية توأمة منذ 19 مايو 2008.[16][16][16][16]

## منظمات دولية مشتركة
يشترك البلدان في عضوية مجموعة من المنظمات الدولية، منها:
| علم المنظمة | اسم المنظمة                               | تاريخ انضمام إيطاليا | تاريخ انضمام كولومبيا |
| ----------- | ----------------------------------------- | -------------------- | --------------------- |
|             | منظمة التجارة العالمية                    | 1995                 | ?                     |
|             | الاتحاد البريدي العالمي                   | ?                    | ?                     |
|             | حلف شمال الأطلسي                          | 4 أبريل 1949         | ?                     |
|             | يونسكو                                    | ?                    | 31 أكتوبر 1947        |
|             | الفريق المعني برصد الأرض                  | ?                    | ?                     |
|             | مؤسسة التمويل الدولية                     | 27 ديسمبر 1956       | 20 يوليو 1956         |
|             | المركز الدولي لتسوية المنازعات الاستشارية | 28 أبريل 1971        | 14 أغسطس 1997         |
|             | منظمة حظر الأسلحة الكيميائية              | ?                    | ?                     |
|             | مؤسسة التنمية الدولية                     | 24 سبتمبر 1960       | 16 يونيو 1961         |
|             | وكالة ضمان الاستثمار متعدد الأطراف        | 29 أبريل 1988        | 30 نوفمبر 1995        |
|             | الاتحاد الدولي للاتصالات                  | 1866                 | 25 أغسطس 1914         |
|             | منظمة الشرطة الجنائية الدولية             | ?                    | ?                     |
|             | الأمم المتحدة                             | 14 ديسمبر 1955       | 5 نوفمبر 1945         |
|             | البنك الدولي للإنشاء والتعمير             | 27 مارس 1947         | 24 ديسمبر 1946        |
|             | المنظمة الهيدروغرافية الدولية             | ?                    | ?                     |
|             | بنك التنمية الكاريبي ‏                     | ?                    | ?                     |

## أعلام
هذه قائمة لبعض الشخصيات التي تربطها علاقات بالبلدين:
- ألفريدو دي ستيفانو (لاعب كرة قدم أرجنتيني، 4 يوليو 1926[24][25][26] – 7 يوليو 2014[24][25][26])
- تاليانا فارغاس (20 ديسمبر 1987[27] – )
- جايمي كاسترو كاسترو (سياسي كولومبي، 28 مارس 1938 – )
- خوليو سيزار تورباي أيالا (18 يونيو 1916[28][29][30] – 13 سبتمبر 2005[28][29][30])
- ستيلا مالوشي (ممثلة كولومبية، 1977 – )
- شاكيرا (مغنية كولومبية، 2 فبراير 1977[31] – )
- لويس كارلوس غالان (سياسي كولومبي، 29 سبتمبر 1943 – 18 أغسطس 1989)
- ليلو برانكاتو جونيور (30 مارس 1976[32] – )

## وصلات خارجية
- موقع وزارة الخارجية الإيطالية